# 伊拉娜·伊斯基耶多
伊拉娜·伊斯基耶多（西班牙語：Ilana Izquierdo；2002年6月14日—），哥伦比亚女子足球运动员，司职中场，目前效力于密西西比州立大学斗牛犬和哥伦比亚国家女子足球队。她曾代表哥伦比亚参加2024年夏季奥林匹克运动会女子足球比赛。